# Ted Jelly
Ted Jelly (28 tháng 8 năm 1921 – 16 tháng 1 năm 2000) là một cầu thủ bóng đá người Anh thi đấu ở Football League cho Leicester City và Plymouth Argyle.